# صحن جامع پیامبر اعظم
صحن جامع پیامبر اعظم با نام پیشین صحن جامع رضوی، یکی از صحن‌های حرم امام رضا است که در حال حاضر بزرگترین صحن آن نیز به‌شمار می‌رود.
نام این صحن در ۲۱ اسفند ۱۳۹۹ مصادف با عید مبعث از صحن جامع رضوی به صحن پیامبر اعظم تغییر یافت.

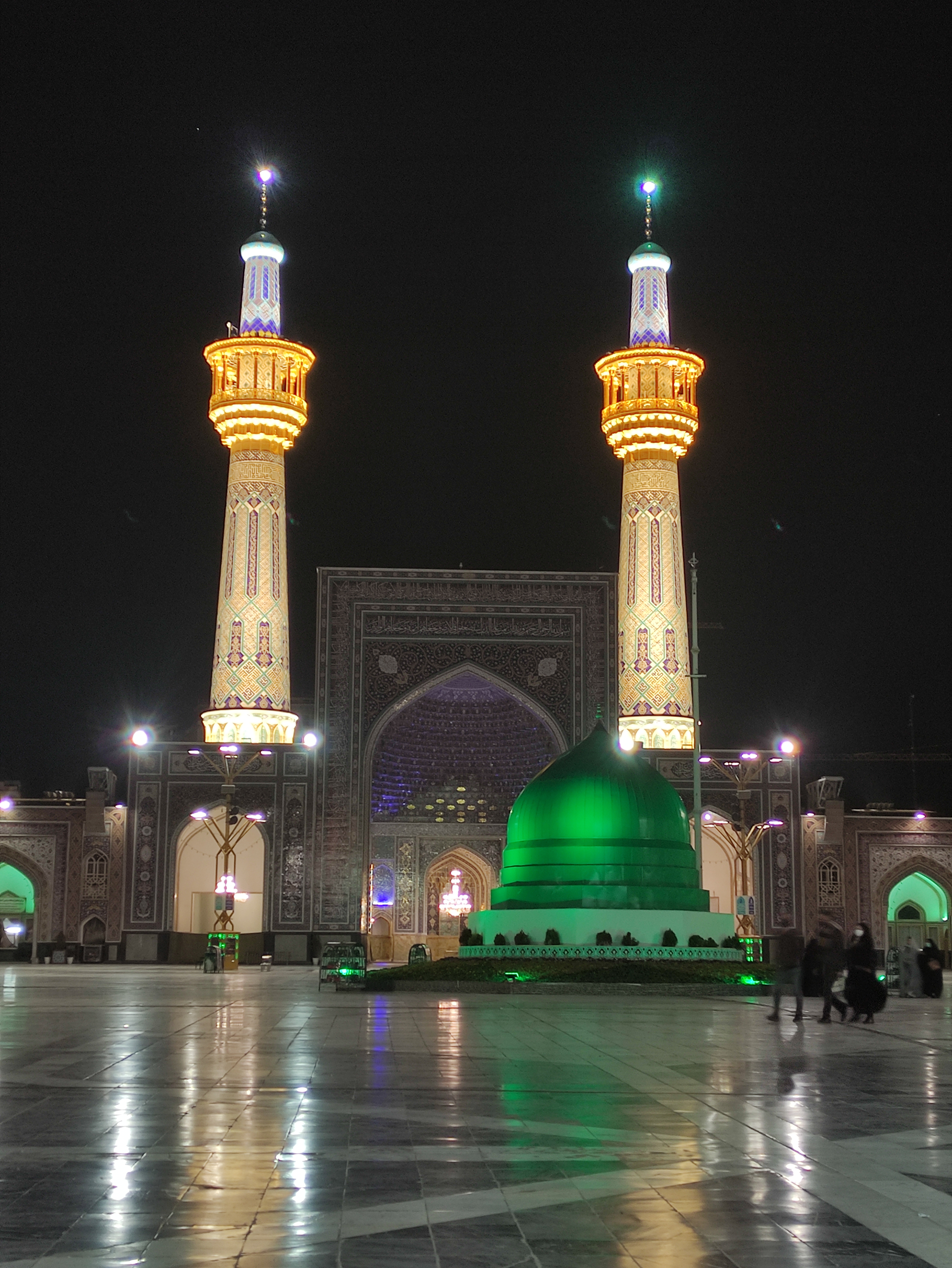
صحن جامع پیامبر اعظم (حرم امام رضا)

## تاریخچه
عملیات اجرایی ساخت صحن جامع پیامبر اعظم  در سال ۱۳۶۶ آغاز شد.

## مشخصات
صحن پیامبراعظم با مساحت ۶۰۶۲۱ متر مربع بزرگترین صحن حرم علی ابن موسی الرضا  است که در جنوب ضریح قرار گرفته‌است. طول این صحن ۳۶۳ متر و عرض آن ۱۶۷ متر است. هم‌چنین صحن جامع دارای ۵۵ غرفه، ۶ گلدسته، ۳ ایوان و ۲ سردر است. ارتفاع گلدسته اصلی (ضلع قبله) ۷۰ متر و ارتفاع سایر گلدسته‌ها ۵۷ متر است. مساحت سردر شرقی و غربی نیز به ترتیب ۴۶۸۲ و ۴۳۷۳ متر مربع است.